# Đan Dương
Đan Dương chữ Hán phồn thể:丹陽市, chữ Hán giản thể: 丹阳市) là một thành phố cấp huyện thuộc địa cấp thị Trấn Giang, tỉnh Giang Tô, Cộng hòa Nhân dân Trung Hoa. Thành phố Đan Dương có diện tích 1059 ki-lô-mét vuông, dân số năm 2003 là 805.000 người. Mã số bưu chính là 212300, mã vùng điện thoại là 0511. Đan Dương cách Thượng Hải 200 km, Nam Kinh 68 km. Phía đông Đan Dương giáp quận Tân Bắc và Vũ Tiến của địa cấp thị Thường Châu, phía nam giáp Kim Đàn, phía bắc là quận Đan Tẩu và thành phố Dương Trung của địa cấp thị Trấn Giang. Năm 221 trước Công nguyên, nhà Tần lập huyện Khúc A, sau đổi tên thành Vân Dương. 